# Christer Karlberg
Christer Karlberg, född 8 november 1946, är en svensk gitarrist. Han är utbildad vid Musikhögskolan i Malmö för professor Per-Olof Johnsson, och avlade pedagog- och solistexamen år 1974.
På 1970-talet spelade han i malmögruppen Storm med bland andra Jacques Werup och Bengt "Mulle" Holmqvist.
Han har anlitats som studio- och husbandsmusiker i Sveriges Radio och Sveriges Television och har turnerat med bland andra jazztrumpetaren Clark Terry och Monica Zetterlund. Han har även haft flera uppdrag för Riksteatern och turnerat i Tyskland, Ryssland, Asien, Norge och Finland.
Christer Karlberg har samarbetat med operasångaren Erik Sædén och varit arrangör åt den svenska jazzsångerskan Nannie Porres och Ulf Bagge med flera. Han har under flera år varit medlem i visgruppen Herr T och hans Spelmän.
Han har även komponerat kammarmusik. 
Christer Karlberg har givit ut sologitarrskivor och inspelningar med egen trio, samt medverkat på en mängd inspelningar där han är ackompanjatör till andra artister.
Christer Karlberg har varit gift med Laila Nyström.